# A (film)
A är en japansk dokumentärfilm från 1998 regisserad av Tatsuya Mori som följer domedagssekten Aum Shinrikyo och dess medlemmar 1-2 år efter saringasattacken i Tokyos tunnelbana. Mycket av filmen handlar om den 28-årige Hiroshi Araki som övertagit rollen som vicetalesperson efter Shoko Asahara och andra högt uppsatta inom sekten arresterats eller dömts till fängelse. Filmen visar Arakis försök att hantera journalister, polisen och hat från allmänheten.
2001 gjorde Mori en uppföljare till A som heter A2 som följer sektens sönderfall i frånvaron av deras ledare Asahara.

## Kritik
Filmen har kritiserats för att vara för sympatisk mot Aum Shinrikyo.